# Daniele Vocaturo
Daniele Vocaturo (ur. 16 grudnia 1989 w Rzymie) – włoski szachista, arcymistrz od 2009 roku.

## Kariera szachowa
Wielokrotnie reprezentował Włochy na mistrzostwach świata i Europy juniorów w różnych kategoriach wiekowych, najlepszy wynik (VII m.) osiągając w 2006 r. w Batumi na mistrzostwach świata do 18 lat. W tym samym roku zdobył tytuł mistrza Włoch w szachach błyskawicznych, w finale turnieju pokonując Michele Godenę.
W 2006 r. zwyciężył w otwartym turnieju Hotel Petra w Rzymie, w 2007 r. podzielił I m. w Falconarze (wspólnie z Pierluigim Piscopo) oraz w Montecatini Terme (wspólnie z Miroljubem Laziciem), natomiast w 2008 r. zwyciężył w Turynie, a w Asyżu zajął II m. (za Viestursem Meijersem). Normy na tytuł arcymistrza wypełnił w Sautron (2008, I m.), Reykjaviku (2009) oraz Porto Mannu (2009). W 2010 r. zwyciężył w Lleidzie oraz podzielił I m. w Salonikach (wspólnie z Barisem Esenem, Marijanem Petrowem i Krumem Georgiewem) i w Hoogeveen (wspólnie z m.in. Erwinem l'Amim i Wjaczesławem Ikonnikowem). W 2011 r. zwyciężył w turnieju Tata Steel Chess–C w Wijk aan Zee.
Wielokrotnie reprezentował Włochy w turniejach drużynowych, m.in.:
- trzykrotnie na olimpiadach szachowych (w latach 2006, 2010, 2012)[4]
- na drużynowych mistrzostwach Europy (w roku 2013)[5]
- na turnieju o Puchar Mitropa (Mitropa Cup) (w roku 2010); medalista: wspólnie z drużyną – złoty (2010)[6].

Najwyższy ranking w dotychczasowej karierze osiągnął 1 października 2021 r., z wynikiem 2632 punktów zajmował wówczas 1. miejsce wśród włoskich szachistów.